# 湖南三一工业职业技术学院
28°11′12″N 113°08′14″E / 28.18675°N 113.137121°E
湖南三一工业职业技术学院，简称三一职院，位于湖南省长沙市长沙县榔梨工业园，是由三一集团投资创办的全日制普通高等职业院校。

## 学校院系
学校设有6个二级学院，拥有工程机械智能制造、智能网联汽车、智能建造技术、数字商贸等5个专业群，25个专业对接湖南主导产业、支柱产业，其中“机电一体化技术”为国家级骨干专业，“工程机械智能制造”为省级一流特色专业群。
- 马克思主义学院
- 国际经贸学院
- 建筑工业学院
- 新能源装备学院
- 工程机械学院
- 数智工程学院[4]